# Heilig Hartbeeld (Steyl, Slotklooster)
Het Heilig Hartbeeld is een standbeeld in een kloostertuin in de Nederlandse plaats Steyl, in de provincie Limburg.

## Achtergrond
Arnold Janssen was stichter van de congegraties van de Missionarissen van Steyl (1875), de Missiezusters Dienaressen van de Heilige Geest (1889) en de Dienaressen van de Heilige Geest van de Altijddurende Aanbidding (1896). De laatste groep betrok in 1914 het nieuw gebouwde Slotklooster of Heilige Geestklooster.
In het kloosterdorp Steyl is een aantal Heilig Hartbeelden te vinden: op de Heilig Hartheuvel en in de vijver van het Missiehuis, in de tuin van het Slotklooster, en in de tuin en in de tuinmuur van het Heilig Hartklooster.

## Beschrijving
Het beeld toont een staande Christusfiguur in zegenende houding. Hij is gekleed in een lang, gedrapeerd gewaad. Op zijn borst is het Heilig Hart zichtbaar. Het beeld staat in een perk in de kloostertuin.

## Waardering
Het beeld werd in 2004 in het monumentenregister ingeschreven als rijksmonument. "Het beeld is van algemeen belang als onderdeel van de aankleding van de kloostertuin en omdat het H. Hart een rol speelde bij de Steyler congregaties. Opvallend is de amandel- of mandorlavorm van de aanleg die het beeld omgeeft en de heiligheid van het uitgebeelde onderstreept."